# Ryssland i Junior Eurovision Song Contest
Ryssland debuterade i Junior Eurovision Song Contest 2005 och har till och med 2021 deltagit 17 gånger. Deras första seger kom 2006, då tvillingsystrarna Masja och Nastia Tolmatjova vann med låten "Vesenniy Jazz" (Vårjazz). Sedan dess har Ryssland inte lyckats vinna, men man kom emellertid på andra plats 2009 och 2010 med Jekaterina Rjabova respektive Aleksandr Lazin och Elizaveta Drozd. År 2011 kommer Jekaterina Rjabova återigen att representera Ryssland i tävlingen. Detta blir samtidigt den första gången som en artist tävlar två gånger i tävlingen, då ingen artist gjort detta hittills. 2012 års representant Lerika tävlade även för Moldavien 2011.
I samband med landets invasion av Ukraina stängdes alla ryska TV-bolag av från EBU vilket medför att Ryssland inte kommer kunna delta i fler evenemang.

## Deltagare
| 2005                            | Vladislav Krutskich                    | "Doroga k solntsu" (Дорога к солнцу)             | Vägen till solen    | 9  | 66  |
| 2006                            | Tolmachevy Twins                       | "Vesennij dzjaz" (Весенний джаз)                 | Vårjazz             | 1  | 154 |
| 2007                            | Alexandra Golovtjenko                  | "Otlitjnitsa" (Отличница)                        | Toppeleven          | 6  | 195 |
| 2008                            | Michail Puntov                         | "Spit angel" (Спит ангел)                        | Sovande ängel       | 7  | 73  |
| 2009                            | Jekaterina Rjabova                     | "Malenkij prints" (Маленький принц)              | Den lille prinsen   | 2  | 116 |
| 2010                            | Aleksandr Lazin & Elizaveta Drozd      | "Boy And Girl" (Бой энд герл)                    | Pojke och flicka    | 2  | 119 |
| 2011                            | Jekaterina Rjabova                     | "Kak Romeo i Dzjuljetta" (Как Ромео и Джульетта) | Som Romeo och Julia | 4  | 99  |
| 2012                            | Lerika                                 | "Sensatsija" (Сенсация)                          | Sensation           | 4  | 88  |
| 2013                            | Dajana Kirilova                        | "Metjtaj" (Мечтай)                               | Dröm!               | 4  | 106 |
| 2014                            | Alisa Kozjikina                        | "Dreamer"                                        | Drömmare            | 5  | 96  |
| 2015                            | Michail Smirnov                        | "Metjta" (Мечта)                                 | Dröm                | 6  | 80  |
| 2016                            | Water of Life Project                  | "Water of Life"                                  | Livets vatten       | 4  | 202 |
| 2017                            | Polina Bogusevitj                      | "Krylja" (Крылья)                                | Vingar              | 1  | 188 |
| 2018                            | Anna Filiptjuk                         | "Unbreakable" (Непобедимы)                       | Okrossbara          | 10 | 122 |
| 2019                            | Tatiana Mezjentseva & Oorzjak Denberel | "A Time for Us" (Время для нас)                  | En tid för oss      | 13 | 72  |
| 2020                            | Sofia Feskova                          | "My New Day" (Мой новый день)                    | Min nya dag         | 10 | 88  |
| 2021                            | Tatiana Mezjentseva                    | "Mon ami" (Мой друг)                             | Min vän             | 7  | 124 |
| Avstängd från tävlan sedan 2022 |                                        |                                                  |                     |    |     |